# فرودگاه منزفیلد
فرودگاه منزفیلد (به انگلیسی: Mansfield Airport) یک فرودگاه خصوصی است که یک باند فرود چمن دارد و طول باند آن ۵۷۹ متر است. این فرودگاه در کشور کانادا قرار دارد و در ارتفاع ۳۰۳ متری از سطح دریا واقع شده‌است.